# Долина Візе
Долина Візе або Візенталь (нім. Wiesental) — долина в Південному Шварцвальді, названа на честь річки Візе. 
Візе є правою притокою Рейну , що бере свій початок на Фельдберзі та впадає в Рейн у Базелі, Швейцарія. 
Візенталь був одним із перших індустріалізованих регіонів колишнього Великого Герцогства Баден і важливим виробничим місцем для текстильної промисловості.  

## Географія

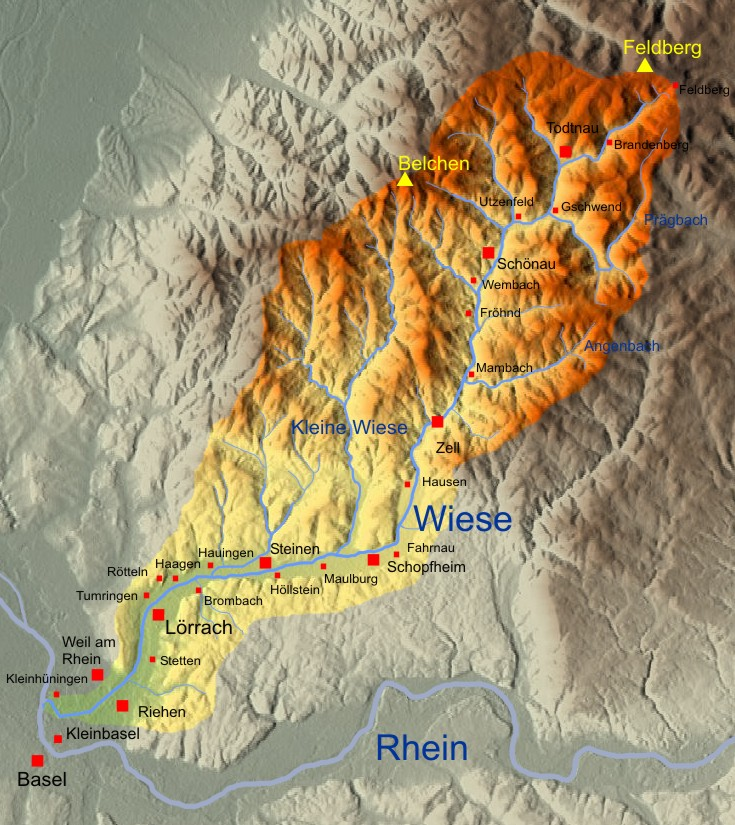
Візенталь із сточищем Візе в Шварцвальді

За винятком двох швейцарських комун Ріен і Базель, а також комуни Фельдберг з витоком Візе, Візенталь повністю лежить в районі Леррах. 
Річка Візе довжиною 55 км протікає через долину в південно-західному напрямку від Фельдберга (1200 м НРМ) до Базеля (244 м НРМ). 
Візе зливається зі своєю найбільшою притокою Малою Візе приблизно нижче Шопфгайму. Кельгартен- і Бельхенвізе зливаються, утворюючі Малу Візе біля Тегернау. 
Її долина відома як «Малий Візенталь».
Найбільшим містом Візенталя є Леррах з приблизно 48 000 мешканців, за яким слідує Шопфгайм із приблизно 19 000 мешканців.

## Геологія
Верхня частина долини складається переважно з гнейсу та граніту. 
Однак біля Целля права сторона долини в основному складається з пісковику, тоді як ліва частина складається з вапняку.

## Транспорт
Основна транспортна артерія Візенталю — федеральна траса 317, яка проходить через долину в південно-західному напрямку майже вздовж Візе і вісім разів перетинає річку. 
У Шопфгаймі автомагістраль B 518 відгалужується в напрямку долини Верхнього Рейну, з'єднується з автомагістраллю A98, яка веде через міст Візенталь. 
Паралельно з Візе також прямує Візентальбан, який пролягає від Базеля (Базель-Бадішер) до Целля і управляється швейцарським SBB, а також має сполучення зі станцією Базель SBB.
У минулому від Целля до Тодтнау прямувала вузькоколійна залізниця. 
Її закрито в 1967 році. 
Вератальбан, який починався в Шопфгаймі і вів через Вер до долини Рейну, також закрито.

## Туристичні пам'ятки

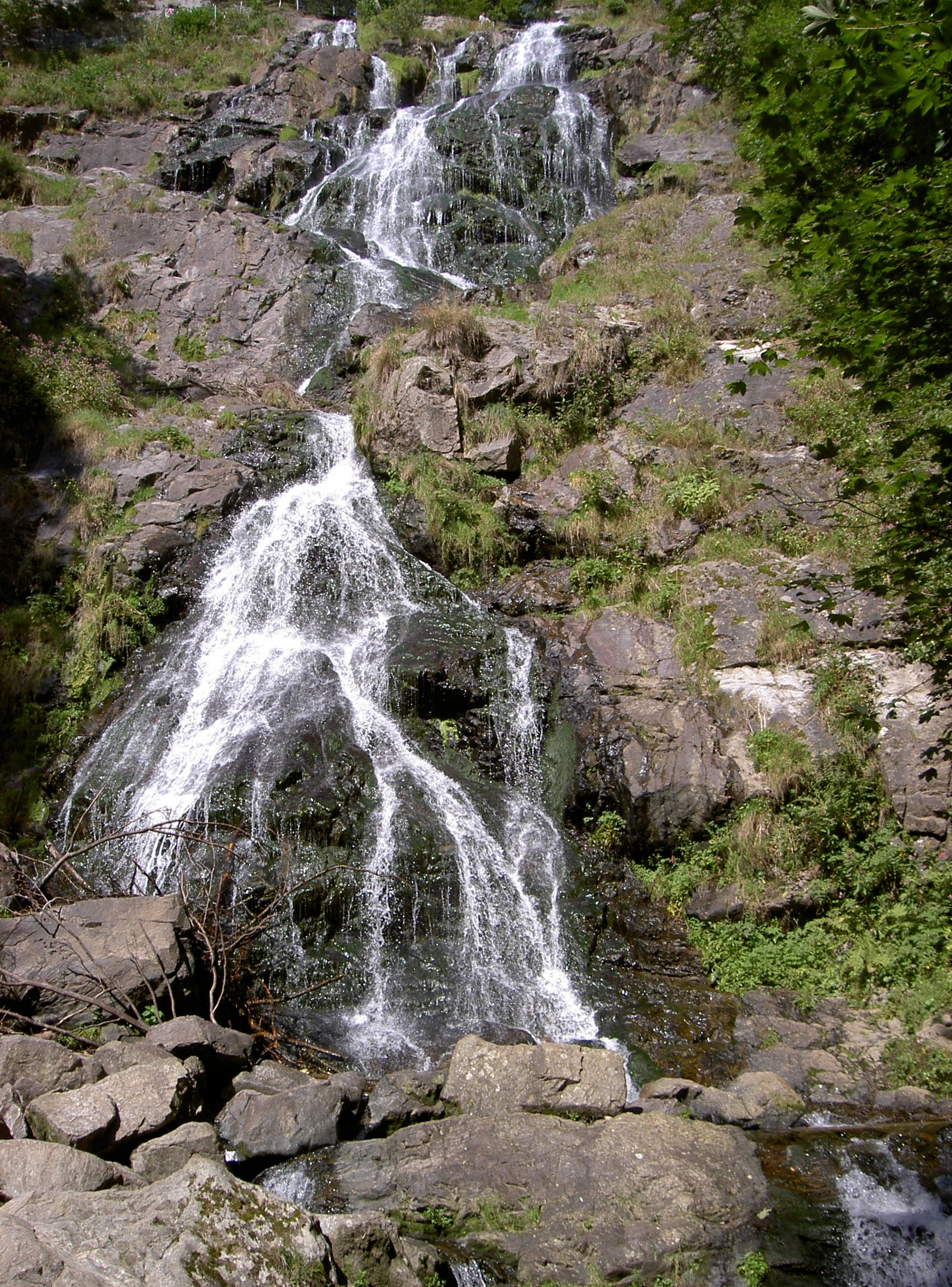
Водоспад Тодтнауер

Між Тодтнау і Афтерстегом знаходиться водоспад Тодтнауер, де вода падає з висоти 97 м. 
У Тодтнау також розташована найдовша в Німеччині санна траса (3500 м), і траса для гірського велосипедного спуску. 
Біля Утценфельда з 1940 року існує заповідник Утценфлю.
Над районом Леррах у Гаагені здалеку видно Реттельнський замок. 
Руїни замку, які відкриті цілий рік, вважаються одними з найбільших в південному Бадені. 
Численні інші руїни замку, ступінь збереженості яких не такий високий, як у Реттельна, зокрема, у Віслеті (руїни замку Ротенбург), у Райтбаху (руїни замків Турмгельцле та Бурггольц) і Целлі (руїни Геншенбергу). 
Ще старшою за руїни замків — римська садиба поблизу Бромбаха, фундаменти якої розкопали в 1981 році. 
Також у Бромбаху знаходиться однойменний замок, який вперше згадується в 1294 році та є резиденцією місцевої адміністрації з 1960-х років.